# Universidad de Búfalo
La Universidad de Búfalo, cuyo nombre completo es Universidad Estatal de Nueva York en Búfalo (State University of New York at Buffalo en idioma inglés), también conocida por los acrónimos UB o SUNY at Buffalo, es una universidad pública estadounidense ubicada en Búfalo (Estado de Nueva York). Fue fundada en 1846 como universidad privada de medicina, pero en 1962 se integró en el sistema público de la Universidad Estatal de Nueva York.

## Historia
Se fundó como Universidad de Búfalo el 11 de mayo de 1846 para formar doctores en medicina. Uno de sus fundadores fue Millard Fillmore. En 1887 se creó en Búfalo una Facultad de Derecho, asociada a la Universidad de Niágara, que en 1891 fue adquirida por la Universidad de Búfalo, convirtiéndose en la Escuela de Derecho de la Universidad de Búfalo (University at Buffalo Law School en idioma inglés), y en 1915 se creó la Facultad de Artes y Ciencias (College of Arts and Sciences).

## Deportes
Los equipos deportivos de la universidad son los Buffalo Bulls. Compiten en la Mid-American Conference.

## Personalidades destacadas

### Profesores
- Ronald Coase (1951-1958) - Premio Nobel de Economía 1991
- J.M. Coetzee (1968-1971) - Premio Nobel de Literatura 2003
- John Barth (1965-1973) - Autor de relatos cortos
- Herbert A. Hauptman - Premio Nobel de Química 1985

### Antiguos alumnos
- Bram Cohen - Programador (sin conclusión)
- Ron Silver - Actor
- Harvey Weinstein - fundador de Miramax
- Leslie White - Antropólogo
- Wolf Blitzer - Periodista
- Chaisang Chaturon - Vice-Primerministro de Tailandia
- Richard Hofstadter - Periodista
- Gregory Jarvis - Astronauta de la misión STS-51-L del  Challenger
- Robin Yanhong Li - Fundador del buscador chino Baidu
- Tom Toles - Periodista, premio Pulitzer
- Zhou Ji - Secretario de Educación chino